# Mitrasacme indica
Mitrasacme indica är en tvåhjärtbladig växtart som beskrevs av Robert Wight. Mitrasacme indica ingår i släktet Mitrasacme och familjen Loganiaceae. Inga underarter finns listade i Catalogue of Life.